# KCNG1
KCNG1 (англ. Potassium voltage-gated channel modifier subfamily G member 1) – білок, який кодується однойменним геном, розташованим у людей на короткому плечі 20-ї хромосоми. Довжина поліпептидного ланцюга білка становить 513 амінокислот, а молекулярна маса — 57 913.
| 10         |  | 20         |  | 30         |  | 40         |  | 50         |
| ---------- |  | ---------- |  | ---------- |  | ---------- |  | ---------- |
| MTLLPGDNSD |  | YDYSALSCTS |  | DASFHPAFLP |  | QRQAIKGAFY |  | RRAQRLRPQD |
| EPRQGCQPED |  | RRRRIIINVG |  | GIKYSLPWTT |  | LDEFPLTRLG |  | QLKACTNFDD |
| ILNVCDDYDV |  | TCNEFFFDRN |  | PGAFGTILTF |  | LRAGKLRLLR |  | EMCALSFQEE |
| LLYWGIAEDH |  | LDGCCKRRYL |  | QKIEEFAEMV |  | EREEEDDALD |  | SEGRDSEGPA |
| EGEGRLGRCM |  | RRLRDMVERP |  | HSGLPGKVFA |  | CLSVLFVTVT |  | AVNLSVSTLP |
| SLREEEEQGH |  | CSQMCHNVFI |  | VESVCVGWFS |  | LEFLLRLIQA |  | PSKFAFLRSP |
| LTLIDLVAIL |  | PYYITLLVDG |  | AAAGRRKPGA |  | GNSYLDKVGL |  | VLRVLRALRI |
| LYVMRLARHS |  | LGLQTLGLTA |  | RRCTREFGLL |  | LLFLCVAIAL |  | FAPLLYVIEN |
| EMADSPEFTS |  | IPACYWWAVI |  | TMTTVGYGDM |  | VPRSTPGQVV |  | ALSSILSGIL |
| LMAFPVTSIF |  | HTFSRSYLEL |  | KQEQERVMFR |  | RAQFLIKTKS |  | QLSVSQDSDI |
| LFGSASSDTR |  | DNN        |  |            |  |            |  |            |

A: Аланін

C: Цистеїн

D: Аспарагінова кислота

E: Глутамінова кислота

F: Фенілаланін

G: Гліцин

H: Гістидин

I: Ізолейцин

K: Лізин

L: Лейцин

M: Метіонін

N: Аспарагін

P: Пролін

Q: Глутамін

R: Аргінін

S: Серин

T: Треонін

V: Валін

W: Триптофан

Кодований геном білок за функціями належить до іонних каналів, потенціалзалежних каналів. 
Задіяний у таких біологічних процесах, як транспорт іонів, транспорт, транспорт калію, альтернативний сплайсинг. 
Білок має сайт для зв'язування з калію. 
Локалізований у клітинній мембрані, мембрані.